# 西南忠魂
《西南忠魂》是台灣台灣電視公司於1984年（民國73年）3月28日至1985年（民國74年）2月27日間，於每週三晚上9:30～11:00所播出的戰爭題材單元劇。

## 解說
本劇是前今是公司節目部經理伍宗德與中途退出台視《天眼》的劉承栗所合作的戲劇，也是台灣電視史上首部自製的戰爭動作單元劇。
本劇播出前劇名《西南軍魂》，播出時改名；行政院新聞局考慮到該劇題材是國民政府撤退大陸時在中國西南邊區打游擊戰的殘留軍隊，他們克難的武器、生活狀況都與目前壯大的中華民國國軍不可同日而語，該劇的播出可能讓觀眾誤解國軍形象，故要求該劇製作單位必須先審後播；在該劇播出前，製作人伍宗德一再表明，該劇背景是中國西南邊區，但是劇情都是杜撰的，與市面上流行的書籍《異域》毫無相干。

## 概述
故事劇情為中華民國政府遷台時，一群退入雲、貴、泰、緬的殘留軍隊，在一大片原始莽林中奮鬥求生的經過。在惡劣環境下，以簡陋的工具及武器，與敵人、毒蚊、猛獸、沼氣、野人做無休止的爭鬥。而負有使命的關嘯天為達成任務，和西南邊區的游擊隊前往小龍崗，以該地作為反攻的基地。

## 主題曲
- 『英雄本色』

作詞／作曲／演唱：吳冠良

## 工作人員
- 製作單位：同心傳播（現為同德傳播）
- 製作人：伍宗德
- 導演：劉承栗
- 爆破：張光凱

## 主要人物

### 小龍崗游擊隊
- 關嘯天（劉承栗　飾）

游擊隊隊長，奉國民政府令派去中國西南地區結合反共力量的少校情報官，重義耿直、冷靜機敏。各游擊隊員稱之為「長官」。
- 史濟宏（孫亞東　飾）

游擊隊副隊長，正規軍校出身，對山區地形、當地的風土人情瞭若指掌。其人唇紅齒白，溫文儒雅，是隊上不可缺少的謀士。
- 林山田（吳冠良　飾）

游擊隊的醫官，說著一口台灣國語，憑著幾年醫學院學生的經驗，利用山中藥草為隊員治傷療病。至〈瘟神惡煞〉單元後退出該劇。
- 王泰（上官人雄　飾）

原為共軍殺手，奉派狙殺國軍游擊隊員；後向國軍游擊隊投誠，成為小龍崗游擊隊的一員。至〈瘟神惡煞〉單元後退出該劇。
- 拓拔崗（楊培茹　飾）

游擊隊中的蒙古族成員，擅使馬刀、軟鞭，剛烈勇猛、力大無窮。後期常用火箭筒為武器。
- 馬忠（武強生　飾）

游擊隊的尖兵，身輕如猿，動作伶俐無比，脾氣暴躁，性情衝動。早期使用的武器為弩弓，後期改用衝鋒槍。
- 劉金生（尚智　飾）

身材矮小精悍，擅於利用山林地形製作陷阱，並以出神入化的口技模仿各種人、鳥、獸的聲音。嗜酒好吃，喜愛開玩笑，為隊中的甘草人物。
- 王雷（謝自生　飾）

游擊隊上的伙食兵，感情豐富，心地慈善；因身軀圓胖，動作遲緩，綽號「大肥豬」。擅長野外求生及各種山林野味的烹煮。
- 紅頭（周志謙　飾）

為西南邊區中的綠卡族人，於第12集〈生死一諾〉加入。受友人的下藥而變成啞巴，平時以手語和游擊隊員溝通。嗅覺靈敏。
- 楊六郎

- 仁潔（張子君　飾）

於第39集加入的女醫官。

### 共軍
- 鍾畢（李雄 飾；〈異軍怪客〉後，李真平亦由李雄飾演）

#### 拷狫族
於第34集〈異軍怪客〉中出場，為共軍在背後扶植的新敵人，棲居叢林深處，民風強悍蠻橫。
- 李真平（李雄 飾）

拷狫族的大頭目，抗日軍政大學出身，曾赴莫斯科大學留學。
- 李浩（石台民　飾）

拷狫族的二頭目，力大無窮，詭計多端。
- 李月湄（楊莒嫣　飾）

精通奇門遁甲異術。
- 李小菁

李真平的師姐。

### 其他勢力
小龍岡游擊隊初入哀牢山脈之時，身處四面受敵的窘境危機重重，在經歷數度交戰後，當地居民漸漸地受到游擊隊的大義凜然、正直不阿的英氣攝服，陸續化敵為友結血為盟，並於第34集〈異軍怪客〉共推關嘯天為盟主。
- 馬幫

幫主為周仲崑，在〈含冤莫白〉單元中開始出現。在〈干戈玉帛〉單元曾與野卡族發生衝突，經由小龍崗游擊隊調解而與野卡族和解。
- 黑月族
- 碧卡族
- 野卡族

在第二集中，游擊隊進入深山之中，與野卡族衝突，野卡族殺死了游擊隊員古一方；但是野卡族隨後發現國軍游擊隊曾經救助過野卡族，遂與游擊隊化敵為友。在〈干戈玉帛〉單元中，族長為老黑牙（苗天 飾）。
- 綠卡族

## 劇集列表
1. 茫茫血路
2. 魔鬼符咒
3. 邪不勝正
4. 草莽英雄
5. 死神之舞
6. 烽火娃兒
7. 含冤莫白
8. 瘟神惡煞
9. 紅顏禍水
10. 生死一諾
11. 干戈玉帛
12. 比翼黃泉
13. 死亡遊戲
14. 南柯一夢
15. 無言之歌
16. 山精鬼魅
17. 護花使者
18. 玉石俱焚
19. 奇門異術
20. 包藏禍心
21. 蛇口拔毒
22. 老兵不死
23. 護國護寶
24. 雙傻試情
25. 財迷心竅
26. 恩怨情天
27. 異軍怪客
28. 血濃於水
29. 陰謀詭計
30. 惡客臨門
31. 人心仁術
32. 棋逢敵手
33. 紅色夢饜
34. 無聲世界
35. 野嶺英豪

## 外部連結
- 同德傳播公司 節目作品一覽
- 台灣電視資料庫[永久]